# Louis Bertrand

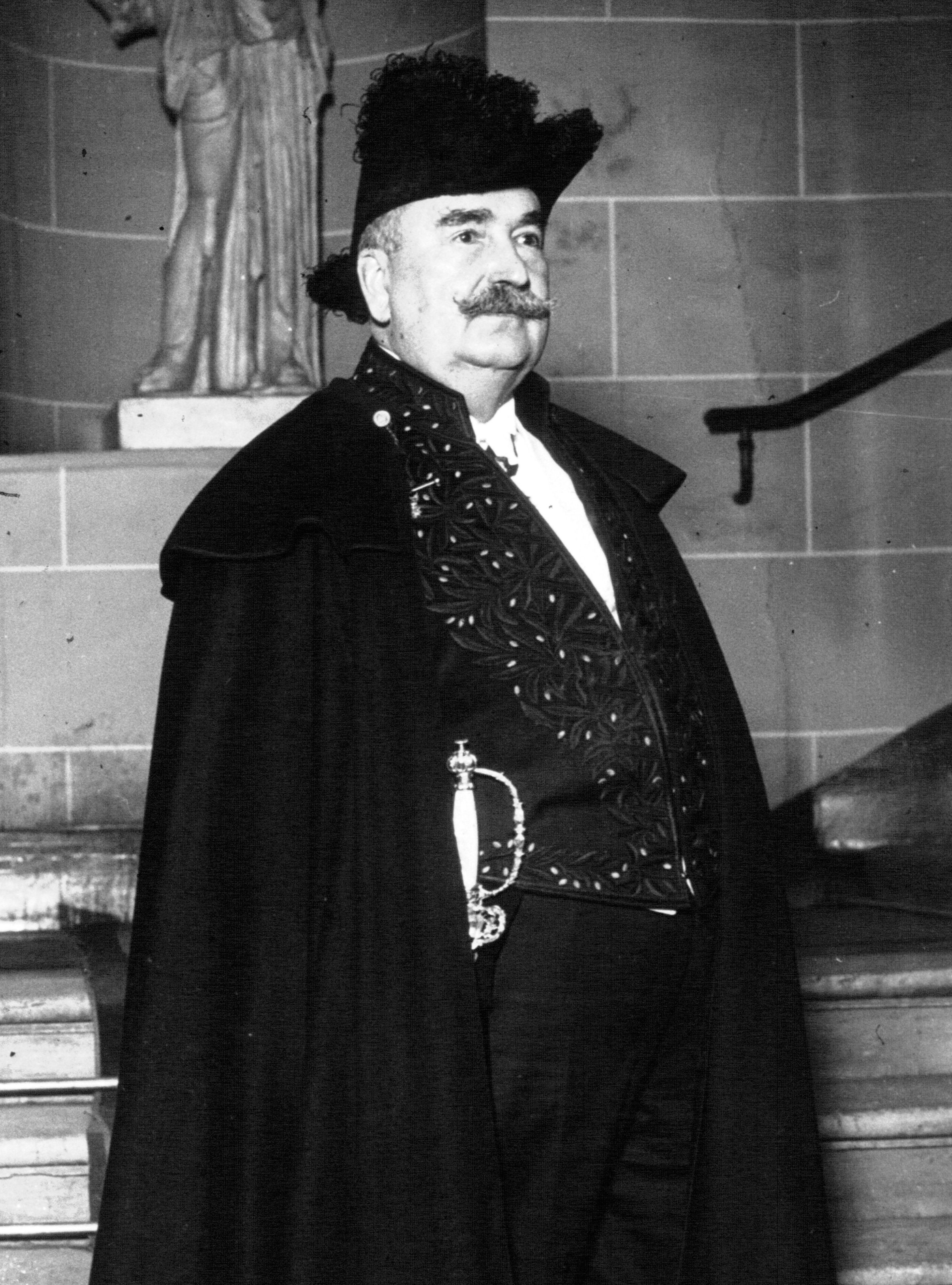
Louis Bertrand (1926)

Louis Bertrand  (* 20. März 1866 in Spincourt, Département Meuse; † 6. Dezember 1941 in Antibes) war ein französischer Schriftsteller, Essayist und Historiker, der 1925 in die Académie française aufgenommen wurde.

## Leben
Nach dem Schulbesuch studierte Bertrand Philosophie an der École normale supérieure in Paris. Nach Abschluss des Studiums wurde er Gymnasialprofessor an Lycéen in Aix-en-Provence, Bourg-en-Bresse und schließlich von 1891 bis 1900 in Algier. Während seiner dortigen Tätigkeit legte er 1897 seine Promotion ab.
Nach seinem Aufenthalt in Algerien veröffentlichte in der Folgezeit zahlreiche Romane wie Le Sang des races (1899), La Cina (1901), Le Rival de Don Juan (1903), Pépète le bien-aimé (1904), L’Invasion (1907), Mademoiselle de Jessincourt (1911), Sanguis martyrum (1918), L’Infante (1921), Cardenio (1922) sowie Le Roman de la Conquête (1930). Zahlreiche dieser Werke spiegelten seine Erfahrungen und Erlebnisse während seines Aufenthalts in der französischen Kolonie Französisch-Nordafrika, zu der das heutige Algerien gehörte, wider. Diese Erlebnisse waren auch Bestandteil zahlreicher Essays über den Mittelmeerraum und den Orient wie La Grèce du soleil et des paysages (1908), Le Mirage oriental (1909), Le Livre de la Méditerranée (1911) und Devant l’Islam (1923).
Bertrand war darüber hinaus Verfasser zahlreicher Biografien über Augustinus von Hippo, Therese von Lisieux, Ludwig XIV., Philipp II. von Frankreich, Gustave Flaubert und zahlreiche andere Persönlichkeiten.
Nachdem er 1923 bei der Wahl zum Mitglied der Akademie dem Dramatiker Georges de Porto-Riche unterlegen war, wurde er 19. November 1925 als Nachfolger von Maurice Barrès mit 22 Stimmen bereits im ersten Wahlgang zum Mitglied der Académie française gewählt und nahm dort bis zu seinem Tod den vierten Sessel (Fauteuil 4) ein.

## Sonstige Veröffentlichungen
- Catalogue du musée de la ville de Philippeville et des antiquités existant au Théâtre romain, 1891 bis 1892
- Raphelis Mengsii de antiquorum arte doctrina, cujus momenti in gallicos pictores fuerit, 1897
- La fin du classicisme et le retour à l’antique dans la seconde moitié du XVIIIe siècle et les premières années du XIXe siècle en France, 1897
- Le rival de Don Juan, 1903
- Le jardin de la mort, 1905
- Saint Augustin, 1913
- Les plus belles pages de saint Augustin, 1916
- Le sens de l’ennemi, 1917
- Ernest Solvay, réformateur social, 1918
- Autour de saint Augustin, 1921
- Flaubert à Paris ou le mort vivant, 1921
- Les villes d’or, 1921
- Louis XIV, 1923
- La vie amoureuse de Louis XIV, 1924
- Jean Perbal. Une destinée, 8 Bände, 1925
- Ma Lorraine, souvenirs et portraits, 1926
- Sainte Thérèse, 1927
- La nouvelle éducation sentimentale, 1928
- Hippolyte porte-couronnes, 1928
- Philippe II, une ténébreuse affaire, 1929
- Philippe II à l’Escurial, 1929
- Histoire d’Espagne, 1929
- Le livre de consolation, 1933
- Vers Cyrène, terre d’Apollon, 1935
- Hitler, 1936
- L’Espagne, 1937

in deutscher Sprache
- Sanguis martyrum, 1921
- Am Internationalismus gehen die Völker zugrunde, 1936
- Der heilige Augustin, 1927
- Ludwig der Vierzehnte, 1927
- Die heilige Theresia, 1928
- Spanien, 1939
- Der Hof von Versailles, 1947
- Fantasien in d. Art Rembrandts und Callots, 1954